# Torneo de Ginebra 2023
El Gonet Geneva Open 2023 fue un torneo de tenis de la ATP en la categoría de ATP Tour 250. Se disputó entre el 21 y el 27 de mayo de 2023 sobre polvo de ladrillo en el Tennis Club de Genève en Ginebra (Suiza).

## Distribución de puntos
| Modalidad            | Campeón | Finalista | Semifinales | Cuartos de final | 2ª ronda | 1ª ronda | Clasificados | 2ª ronda de clasificación | 1ª ronda de clasificación |
| Individual masculino | 250     | 165       | 100         | 50               | 25       | 0        | 13           | 7                         | 0                         |
| Dobles masculino     | 250     | 150       | 90          | 45               | 20       | 0        | -            | -                         | -                         |

## Cabezas de serie

### Individuales masculino
| Tenista           | Ranking | Preclasificado |
| Casper Ruud       | 4       | 1              |
| Taylor Fritz      | 9       | 2              |
| Alexander Zverev  | 22      | 3              |
| Grigor Dimitrov   | 33      | 4              |
| Ben Shelton       | 35      | 5              |
| Tallon Griekspoor | 36      | 6              |
| Bernabé Zapata    | 38      | 7              |
| Adrian Mannarino  | 45      | 8              |

- Ranking del 8 de mayo de 2023.[2]

### Dobles masculino
| Tenista                            | Ranking | Preclasificado |
| Marcelo Arévalo Jean-Julien Rojer  | 14      | 1              |
| Nikola Mektić Mate Pavić           | 19      | 2              |
| Marcel Granollers Horacio Zeballos | 49      | 3              |
| Jamie Murray Michael Venus         | 58      | 4              |

## Campeones

### Individual masculino
Nicolás Jarry venció a  Grigor Dimitrov por 7-6(7-1), 6-1

### Dobles masculino
Jamie Murray /  Michael Venus vencieron a  Marcel Granollers /  Horacio Zeballos por 7-6(8-6), 7-6(7-3)